# R. E. Jeffrey
R. E. Jeffrey est un réalisateur britannique.

## Filmographie

### comme réalisateur
- 1933 : Double Bluff
- 1930 : Heard This One
- 1930 : A Feast of Harmony
- 1930 : Choral Cameos
- 1930 : Claude Deputises
- 1930 : Goodbye to All That
- 1930 : Tam O'Shanter
- 1930 : Tell Tales
- 1930 : The Jolly Farmers
- 1929 : Alpine Melodies
- 1929 : Musical Medley
- 1929 : Pot-Pourri
- 1929 : Memories
- 1929 : An Arabian Knight
- 1929 : Jazztime
- 1929 : Notes and Notions
- 1929 : Odd Numbers
- 1929 : Song-copation
- 1929 : An Old World Garden
- 1929 : A Song or Two
- 1929 : Black and White
- 1929 : Chelsea Nights
- 1929 : Musical Moments
- 1929 : Up the Poll

### comme acteur
- 1931 : The Skin Game d'Alfred Hitchcock : le premier étranger
- 1930 : Meurtre d'Alfred Hitchcock : le porte-parole du jury